# Outrage au drapeau

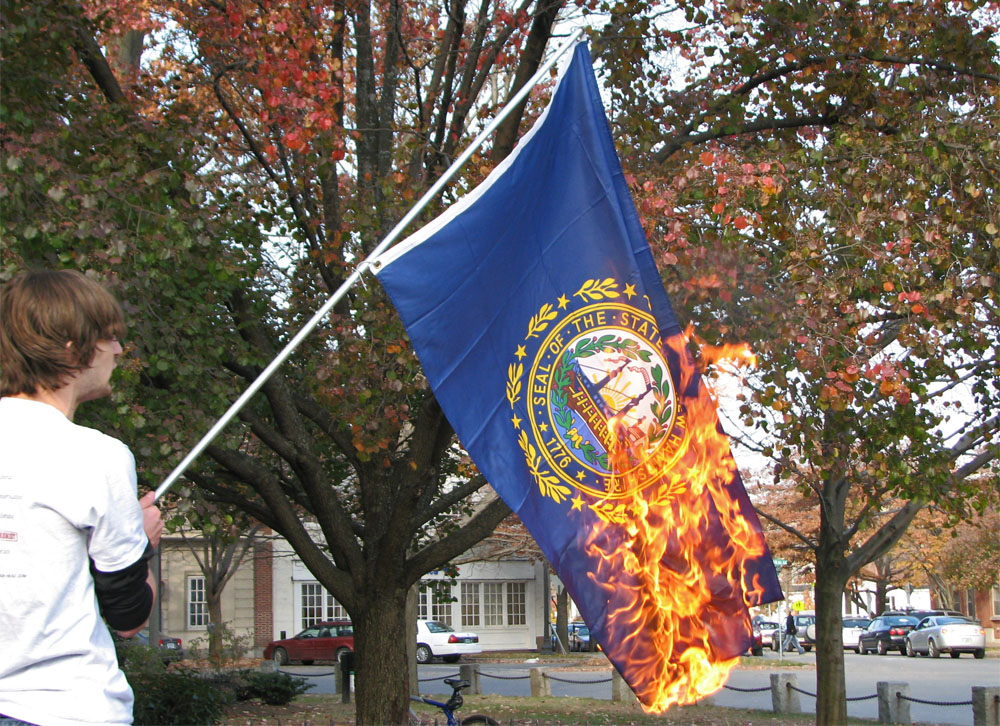
Exemple d'outrage au drapeau.

Pour les articles homonymes, voir Outrage.
L'outrage au drapeau est une pratique visant à publiquement détériorer, détruire ou utiliser de manière dégradante un drapeau, l'expression étant généralement utilisée dans le cas du drapeau national.

## L'outrage au drapeau dans la législation
L'outrage au drapeau national peut être, suivant les pays, ou même suivant les régions des pays, considéré comme un délit :
- Arménie : Le code criminel arménien punit tout outrage au drapeau (tout comme aux armoiries et à l'hymne national) de travaux d'intérêts généraux de maximum deux ans ou d'une peine d'emprisonnement de maximum un an[1].
- Canada : Le Canada n'a pas de loi interdisant l'outrage au drapeau. En 2004, un député a déposé un projet de loi visant à créer une infraction qui aurait sanctionné par une amende d'au moins 500 $ et d'au plus 15 000 $ le fait de « détruire ou de profaner le drapeau national sans excuse légitime », mais le projet de loi n'a pas été adopté[2].
- Égypte : En mai 2014, le président intérimaire Adli Mansour promulgue une loi pénalisant l'outrage au drapeau national, qui inclut entre autres le refus de se lever pour cet hymne national[3]. Ceci est puni d'une peine d'emprisonnement d'un an et d'une amende de 30 000 livres, soit d'environ 4300$.
- États-Unis : l'outrage au drapeau américain est protégé par le Premier amendement de la constitution. Plusieurs arrêts de la Cour suprême des États-Unis (Texas v. Johnson en 1989 et U.S. v. Eichman en 1990) ont considéré comme inconstitutionnel et contraire au premier amendement toute entrave à l'acte d'outrage au drapeau, du fait de sa portée symbolique qui relève de la liberté d'expression.
- France : l'outrage au drapeau tricolore est réprimé depuis 2010[4] et fait partie de l'outrage aux symboles nationaux en France.
- Maroc : le code pénal marocain punit de six mois à trois ans de prison et de 10 000 à 100 000 dirhams d'amende l'« outrage à l'emblème et aux symboles du Royaume », déchirer ou pasticher le drapeau marocain en faisant partie[5].
- Royaume-Uni : les lois de l'Angleterre, du pays de Galles et de l'Écosse ont une conception de « profanation de drapeaux ». En 2006, 17 députés signent une motion parlementaire qui donne la police plus de pouvoir contre les manifestants extrémistes et qui fait outrage au drapeau britannique un délit[6]. Ce n'est pas le cas en Irlande du Nord, où les lois varient et il y a les cas nombreux d'outrage au drapeau britannique et à l'Ulster Banner (par les factions républicaines) et au drapeau tricolore irlandais (par les factions loyalistes).
- Suisse : l'utilisation des emblèmes de la Confédération ou des cantons est interdite pour un but commercial, mais autorisée dans le cadre d'une campagne politique. Représenter le drapeau suisse en papier toilette n'a ainsi pas été condamné en 2012[7].